# Hans Aumeier
Hans Aumeier (né le 20 août 1906 et mort par pendaison le 28 janvier 1948) était un officier allemand de la Schutzstaffel (SS) au grade de sturmbannführer, impliqué dans les crimes nazis commis durant la Seconde Guerre mondiale par son rôle de commandant du camp de concentration Auschwitz I, de Vaivara et du complexe concentrationnaire de Kaufering. 
Né à Amberg, il a tenté en vain de rejoindre la Reichswehr, puis devenait membre du parti nazi en 1929, avant de gravir les échelons des sturmabteilung (SA) et des SS.
Après la guerre, Aumeier fut capturé, jugé à Cracovie, condamné à mort et exécuté par pendaison en 1948.

## Avant la Seconde Guerre mondiale

### Les premières années
Né dans la petite ville bavaroise Amberg le 20 août 1906, Hans Aumeier grandit dans un contexte de bouleversement politique et marqué par la Première Guerre mondiale ainsi que ses répercussions socio-économiques.  
C’est ainsi qu’après quatre années d’école primaire (de 1912 à 1915) et trois années de secondaire, en 1918, qu’il met un terme à son parcours scolaire. Sans qualification, il suit le même itinéraire que son père, il devient apprenti tourneur et ajusteur dans la manufacture de fusils locale.  
En 1923, Aumeier quitte la manufacture locale pour commencer à travailler dans une plus grande usine d’armement à Munich.   

### Au travers de la crise économique
Deux ans plus tard, en 1925, il tente en vain de s’engager dans la Reichswehr. 
Il retourne alors à l’usine d’armement, à Munich. Il ne parvient toutefois pas à s’y installer, et, après avoir occupé des postes similaires dans d’autres usines d’armement à Berlin ou Cologne, il se retrouve au chômage. 
Entre 1926 et 1929, il enchaîne des emplois à un autre, parfois partiel, qui lui permettent à peine de subvenir à ses besoins. Cette période de précarité est due à la crise sociale et économique qui secoue l’Allemagne nazie. 

### Au sein du parti
En décembre 1929, il adhère au parti nazi (sous le numéro 164755) et rejoint la sturmabteilung (SA) dans la foulée (en 1930). Il devient alors chauffeur au siège du parti. 
Il rejoint la schutzstaffel (SS, no 2700) en décembre 1931, même s’il ne correspond pas aux « standards de recrutement » ; par son apparence, Aumeier est petit, non éduqué, à une démarche négligée, une voix gutturale et des manières grossières. Dès son intégration à la SS, il travaille au garage comme chauffeur et fait partie intégrante de l’équipe du reichsführer Heinrich Himmler. 
Ses services lui permettent de gravir les échelons : en  novembre 1932 il est nommé oberscharführer et en avril 1933, hauptscharführer. 
Le 15 janvier 1934, il rejoint la Totenkopfverband et est envoyé à « l’entrainement » pendant trois mois au camp de concentration de Dachau,. À nouveau, il gravit les échelons et est nommé untersturmfürher, en 1935 obersturmfürher et en 1938 hauptsturmführer,,.
Durant l’été 1939, il est affecté au camp de concentration de Flossenbürg, aux activités de garde et de surveillance. Alors que la guerre est à l'horizon, il tente de se faire transférer vers le front, dans une unité combattante, mais ses requêtes sont refusées. Il est contraint de rester dans son rôle au sein des Totenkopfverbände.

## Pendant la Seconde Guerre mondiale

### PréAuschwitzI
Après avoir servi au camp de concentration de Flossenbürg de 1939 à février 1942, où il est responsable des opérations de surveillance et de gestion du camp, Hans Aumeier est transféré à Auschwitz I, où il va jouer un rôle central dans l'administration du camp.

### AuschwitzI
Le 1er février 1942, Aumeier est transféré à Auschwitz, en tant que commandant du camp principal d'Auschwitz I, sous les ordres de Rudolf Höß.
Dans cette fonction, Hans Aumeier joue un rôle prépondérant dans l’instauration de la terreur au sein du camp numéro un en développant le recours aux méthodes les plus brutales contre les détenus et se distingue par sa brutalité et son zèle répressif, et est connu pour sa violence physique envers les détenus ; Aumeier introduit une atmosphère de peur dès les premiers jours de son mandat n'hésitant pas à ordonner des exécutions arbitraires, que ce soit par pendaison ou fusillade, appliquant des punitions, souvent de manière arbitraire.  

« Aumeier instaura un régime à l'encontre des prisonniers qui était bien pire que celui de Fritzsch, bien que ce dernier ne manquât pas de cruauté non plus. Alors que Fritsch ne battait jamais lui-même les prisonniers, Aumeier le faisait et se promenait avec un fouet. »

— Maliszewski Stefan
En plus de son rôle répressif quotidien, Hans Aumeier est personnellement impliqué dans de nombreux assassinats sommaires en supervisant et exigeant l'exécution de détenus. Aumeier se distingue par son zèle à appliquer la violence, même au-delà des attentes de ses supérieurs. Il est directement responsable de l'assassinat de 144 femmes fusillées le 19 mars 1942 et de 168 prisonniers le 27 mai 1942.

« Le 10 juin 1942, se produit un événement exceptionnel à la compagnie disciplinaire. 
Une révolte avec tentative d’évasion à la faveur d’un instant de confusion créée par une brusque averse. Revenus de leur surprise, les SS ouvrent le feu et, secondés par les kapos, tuent 13 détenus ; neuf réussissent néanmoins leur évasion. 
Au cours de l’enquête qui suit, 20 sont mis à` mort par Hans Aumeier et Franz Hössler, et les 320 derniers sont finalement envoyés en chambre à gaz. 
De nouveaux effectifs les remplacent aussitôt. »

— Fondation pour la mémoire de la déportation, Mémoire Vivante
Le 18 août 1943, Aumeier est reconnu coupable de corruption et de vol d'or aux victimes du gazage et est évincé d'Auschwitz sur ordre du commandant Rudolf Höß. 

### AprèsAuschwitzI
Selon un rapport d'interrogatoire, Aumeier déclare qu'en mai, juin 1943, alors qu'il est encore attaché à Auschwitz, il reçoit l'ordre de se présenter au chef supérieur de la SS et de la police « Ostland », l’obergruppenführer Friedrich Jeckeln.
Il est rattaché à la brigade de construction SS du 5e corps de panzers SS. Cette unité est chargée de construire des fortifications dans la région d'Oranienbaum-Leningrad et est placée sous le commandement de l'Organisation Todt.  
Aumeier commande une unité de construction juive de quelque 7 000 hommes avec pour ordre de construire le camp de concentration de Vaivara en Estonie. Il en est nommé commandant jusqu'en août 1944,. Sous Aumeier, la direction du camp a procédé à des sélections dont ont été victimes des hommes, des femmes et des enfants.  
Après l'évacuation du camp, il est transféré, le 20 août 1944, au groupe de combat (en allemand : Kampfgruppe) Friedrich Jeckeln, qui opère dans les environs de Riga. Il y fait sa seule expérience de combat sur le front, sur laquelle on ne dispose d'aucun détail.
En octobre 1944, Aumeier est envoyé au rapport auprès du gruppenführer Richard Glücks à Oranienburg, au camp de concentration d'Oranienbourg-Sachsenhausen. Il est ensuite nommé responsable du complexe concentrationnaire de Kaufering, une série des camps annexes au camp de concentration de Dachau.  
Hospitalisé en raison d'une ancienne blessure à l'œil, Aumeier ne peut rejoindre son ancienne unité et sa famille à Dachau. À sa sortie de l'hôpital, en janvier 1945, il est muté en Norvège, comme responsable d'un nouveau camp de concentration à Mysen. Il semble y avoir fait preuve d'une attitude totalement différente de celle qu'il avait à Auschwitz, en collaborant avec la Croix-Rouge et en libérant les prisonniers, le 7 mai 1945.

## Arrestation, procès et exécution
Aumeier est arrêté le 11 juin 1945 et extradé vers la Pologne en 1946. Il y est jugé par le Tribunal suprême de Pologne à Cracovie, lors d'un procès qui se déroule du 25 novembre au 16 décembre 1947. Au cours de celui-ci, il affirme que ni lui, ni les hommes sous ses ordres, n'ont jamais tué personne à Auschwitz et qu'il n'a jamais eu connaissance de l'existence des chambres à gaz : il estime être jugé en tant que bouc émissaire de l'Allemagne.
Le 22 décembre 1947, Aumeier est condamné à mort pour crime de guerre. Il est exécuté par pendaison dans l'enceinte de la prison de Montelupich  le 28 janvier 1948.

#### Traduction
- (en) Cet article est partiellement ou en totalité issu de l’article de Wikipédia en anglais intitulé « Hans Aumeier » (voir la liste des auteurs).